# Sender Weimar
Der Sender Weimar ist eine 54 Meter hohe Einrichtung der Deutschen Telekom AG zur Verbreitung von Rundfunkprogrammen. Der Sendemast steht in der Nähe des Schlosses Belvedere, südlich von Weimar in Neu-Ehringsdorf.
Ursprünglich war die Anlage eine Sendeanlage aus zwei gegen Erde isolierten selbststrahlenden Sendemasten. Der Sender Weimar wurde kurz nach dem Ende des Zweiten Weltkriegs errichtet und ging 1946 auf Sendung. Nur ein Jahr später stellte der Sender seine Ausstrahlungen ein, nachdem der Mittelwellensender in Erfurt (Riethstraße) errichtet wurde; der Sender in Weimar diente fortan nur noch als Reserve. Nach Inkrafttreten des Genfer Wellenplans kam wieder ein Programm aus Weimar: von dort wurde das Programm des Berliner Rundfunks auf 999 kHz mit 5 kW abgestrahlt. Dieser benutzte lediglich den östlichen der beiden Masten; der westliche Mast wurde stattdessen in einen Fernsehfüllsender für Weimar umgebaut.
Nach der Wende wurde der Mittelwellensendebetrieb eingestellt. Der nun funktionslos gewordene östliche Mast wurde 2007 abgerissen, sodass nur noch der westliche Mast vorhanden ist.

## Frequenzen und Programme

### Analoges Radio (UKW)
Beim Antennendiagramm sind im Falle gerichteter Strahlung die Hauptstrahlrichtungen in Grad angegeben. In UKW werden folgende Programme ausgestrahlt:
| Frequenz (MHz) | Programm                                                                              | RDS PS                              | RDS PI | Regionalisierung | ERP (kW) | Antennendiagramm rund (ND)/gerichtet (D) | Polarisation horizontal (H)/vertikal (V) |
| -------------- | ------------------------------------------------------------------------------------- | ----------------------------------- | ------ | ---------------- | -------- | ---------------------------------------- | ---------------------------------------- |
| 88,7           | Radio Teddy                                                                           | _RADIO__/_TEDDY__                   | D75B   | Thüringen        | 0,063    | D                                        | H                                        |
| 89,7           | Deutschlandfunk                                                                       | __DLF___                            | D210   | −                | 0,5      | D (330–10°)                              | H                                        |
| 97,9           | Antenne Thüringen                                                                     | ANT.THUE                            | D3F8   | Mitte            | 0,3      | D (350–30°)                              | H                                        |
| 102,6          | MDR Aktuell                                                                           | _MDR__Aktuell                       | D3D5   | −                | 2        | D (330–10°)                              | H                                        |
| 106,6          | Radio Funkwerk Radio Lotte Bauhaus.fm (Hochschulradio der Bauhaus-Universität Weimar) | FUNKWERK/LOTTE___/BAUHAUS_/B_B_C___ | 16F2   | −                | 2        | D (330–10°)                              | H                                        |

### Ehemaliges analoges Fernsehen (PAL)
Bis zur Umstellung auf DVB-T wurden folgende analogen Fernsehprogramme gesendet:
| Kanal | Frequenz (MHz) | Programm        | ERP (kW) | Sendediagramm rund (ND)/ gerichtet (D) | Polarisation horizontal (H)/ vertikal (V) |
| ----- | -------------- | --------------- | -------- | -------------------------------------- | ----------------------------------------- |
| 8     | 196,25         | Das Erste (MDR) | 0,013    | D                                      | V                                         |